# La Capannina
La Capannina, appelée aussi La Capannina di Franceschi, est le nom d'une discothèque de Forte dei Marmi, en Toscane, très en vogue dans les années 1960 et 1970.

## Historique
La Capannina est ouverte en août 1929, lorsque Achille Franceschi, hôtelier local, aménage un cabanon sur la plage, utilisé jusqu'alors comme remise par un charpentier, en une buvette avec ambiance musicale (assurée par un phonographe à manivelle).
L'établissement connaît rapidement un vif succès auprès de riches estivants, artistes et intellectuels venus passer leurs vacances dans la zone balnéaire de Versilia. Après un important incendie en 1939, La Capannina est complètement reconstruite sur un projet de Maurizio Tempestini (it).
Dans les années du boom économique, La Capannina accueille des spectacles d'artistes nationaux et internationaux les plus en vogue du moment. Après son apogée dans les années 1960 et 1970, l'établissement est cédé à Gherardo et Carla Guidi qui gèrent les lieux tout en conservant l'esprit d'origine de La Capannina.
Aujourd'hui, l'établissement est particulièrement fréquenté par des clients qui souhaitent passer des soirées de style revival. Outre de la musique des années 1980, certains jours de la semaine sont dédiés à la House music comme n'importe quel autre discothèque de la Versilia.